# Jerzy Kuczyński
Jerzy Kuczyński (ur. 8 stycznia 1926 w Berezynie, zm. 12 marca 2013 w Szczecinie) – polski inżynier, dyplomata, działacz partyjny i państwowy, od 1973 do 1980 wojewoda szczeciński.

## Życiorys
Syn Stanisława i Jadwigi, pochodził z rodziny o tradycjach patriotycznych (matka należała do Polskiej Organizacji Wojskowej). W 1932 rodzina przeniosła się do Wilna. Podczas wojny pracował w pralni oraz jako drwal. W 1944 wstąpił do oddziału Armii Krajowej, zamierzając wesprzeć powstanie warszawskie, jednak zrezygnował już po ośmiu dniach. Uniknął aresztowania przez NKWD symulując tyfus. Wstąpił następnie do 1 Armii Wojska Polskiego, służąc m.in. w 19 Zapasowym Pułku Artylerii Ciężkiej oraz Pierwszym Pułku Artylerii Lekkiej w Skierniewicach. W 1947 zdemobilizowany, przeniósł się do Szczecina. Tam pracował jako mierniczy w Urzędzie Ziemskim, a także ukończył wieczorową szkołę średnią, a w 1952 Szkołę Inżynierską.
Po studiach przez 17 lat pracował przy budowach morskich, prowadzonych przez Zjednoczenie Budownictwa Morskiego, m.in. w powojennej odbudowie szczecińskiego portu. Później brał udział także w budowach zagranicznych, m.in. na Cyprze, w Korei, Gwinei i Iraku. Od 1966 do 1967 pracował na budowie Zakładów Chemicznych w Policach jako naczelny inżynier i dyrektor zespołu generalnego wykonawcy budowy. Od 1969 do 1973 piastował stanowisko dyrektora Szczecińskiego Zjednoczenia Budownictwa Ogólnego.
Od 1960 roku należał do Polskiej Zjednoczonej Partii Robotniczej, w 1972 został członkiem egzekutywy wojewódzkiej PZPR. 16 marca 1973 mianowany przewodniczącym Prezydium Wojewódzkiej Rady Narodowej w Szczecinie, od 17 grudnia tego roku pełnił funkcję pierwszego wojewody szczecińskiego. Zakończył jej pełnienie 24 kwietnia 1980 wskutek konfliktów z Komitetem Wojewódzkim. Za jego kadencji wybudowano osiedla mieszkaniowe, rurociąg z wodą pitną do Szczecina i rozpoczęto budowy dróg.
1 sierpnia 1980 został mianowany konsulem w Bratysławie, odwołano go stamtąd po dwóch latach (na skutek wyjazdu syna do Kanady). Od 1983 do 1988 był pełnomocnikiem ministra ds. budowy polickich zakładów chemicznych. Później zajmował się budowami m.in. basenem Wyższej Szkoły Morskiej w Szczecinie i rozbudową Książnicy Pomorskiej.
W 1990 roku przeszedł na emeryturę. Pochowany na Cmentarzu Centralnym w Szczecinie.